# HAT-P-6
 HAT-P-6 是一個位在仙女座的恆星，星等+10.54，無法以肉眼看見。目前發現一個叫HAT-P-6b行星環繞著它。